# Ortodoxa kyrkan i Amerika
Ortodoxa kyrkan i Amerika (engelska: Orthodox Church in America, förkortat OCA; kyrkslaviska: Правосла́внаѧ цр҃ковь въ А҆ме́рикѣ), också kallad Den autokefala ortodoxa kyrkan i Amerika, är en halv-autokefal östlig ortodox kristen kyrka som är baserad i Nordamerika.

## Namn
Enligt den Rysk-ortodoxa kyrkan är det officiella namnet på kyrkan Den autokefala ortodoxa kyrkan i Amerika.

## Historik
Kyrkan har anor tillbaka från år 1794, då den Rysk-ortodoxa kyrkan skickade missionerande munkar till Ryska Amerika, som 1867 köptes av USA och blev känt som Alaska. Kyrkan frigjorde sig i praktiken på 1920-talet från rysk styrning. Moskvapatriarkatet beviljade Ortodoxa kyrkan i Amerika autokefali 1970. Konstantinopels ekumeniska patriarkat har dock inte gjort det. 

## Utbredning
Kyrkans huvudsakliga områden är USA och Kanada, men den finns också i Mexiko, Sydamerika och Australien.
Ortodoxa kyrkan i Amerika har mer än 700 församlingar, missioner, kommuniteter, kloster och institutioner i USA, Kanada och Mexiko. 2011 hade kyrkan runt 84 900 medlemmar i USA.

## Bilder

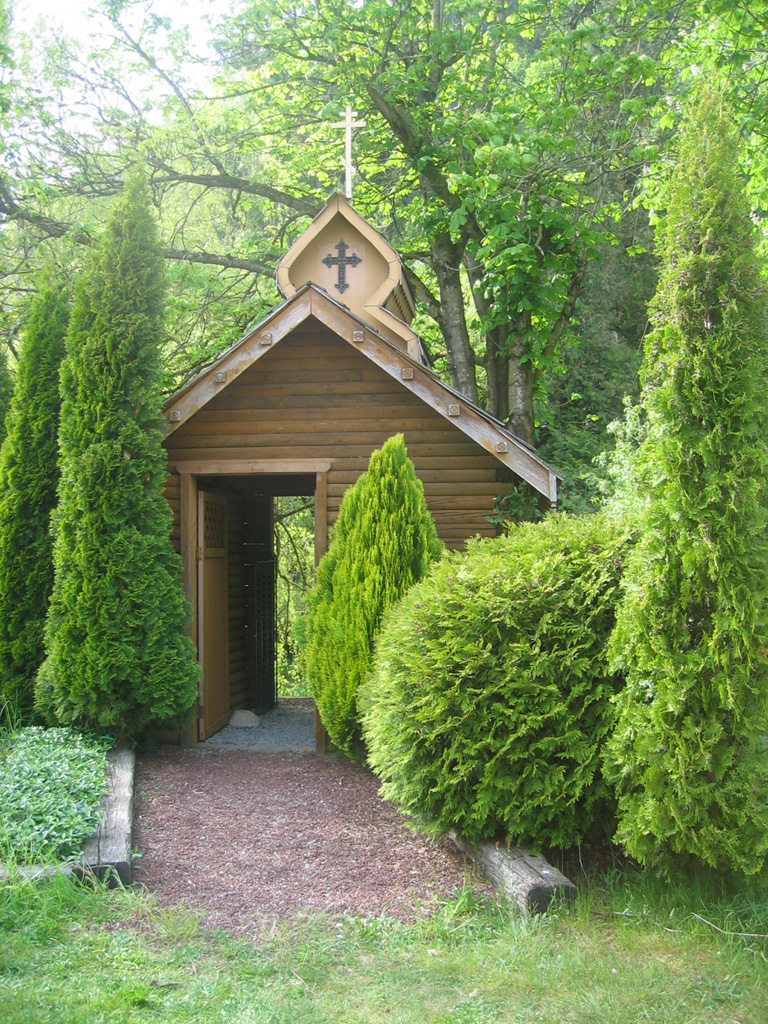
Kapellet för alla helgon i Nordamerikas kloster.
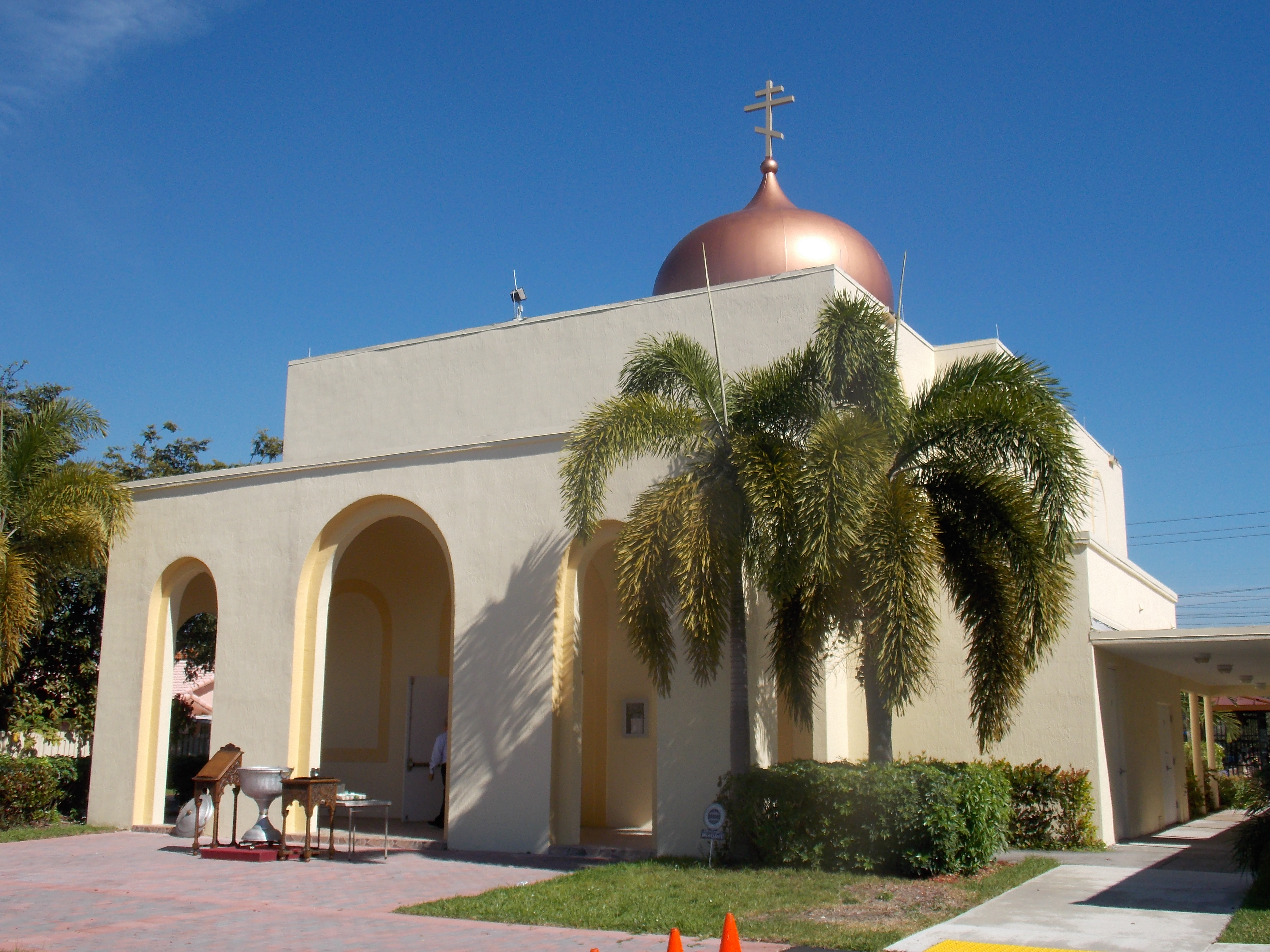
Kristus Frälsarens katedral i Miami Lakes, Florida.